# Sonata per a piano núm. 30 (Beethoven)
La Sonata per a piano núm. 30 en mi major, op. 109 de Ludwig van Beethoven va ser composta el 1820. Després de la immensa Sonata Hammerklavier, Op. 106, Beethoven va retornar a una forma més sòbria i un caràcter més íntim. Pertany al període tardà del catàleg de Beethoven, caracteritzat per una gran concisió i expressivitat extrema.
Comprèn tres moviments i la seva execució dura aproximadament vint minuts.

## Història
Beethoven va començar a treballar amb l'op.109 als inicis de 1820, molt abans de les negociacions amb l'editor de les tres últimes sonates, Adolf Schlesinger. La recerca més recent indica que Friedrich Starke, trompista i compositor, havia demanat a Beethoven una composició per a la seva antologia per a piano "L'escola de pianoforte de Viena", i que Beethoven havia interromput la feina en la Missa Solemnis. Finalment, però, l'obra que va enviar a Starke van ser les Bagatel·les 7-11 de l'op.119.

### Orígens
En una entrada a la llibreta de converses de Beethoven es descriu una "petita peça nova" que, segons William Meredith, és identica al primer moviment de l'op.109. De fet, per la forma i el caràcter d'aquest moviment, es podria tractar d'una bagatel·la, interrompuda per seccions lliures. Franz Oliva, el secretari de Beethoven, hauria suggerit utilitzar aquesta "petita peça" com a inici de la sonata que demanava Schlesinger. Sieghard Brandenburg va defensar la teoria que Beethoven havia pensat originalment una sonata en dos moviments, sense el primer. Sembla que les característiques motíviques que enllaçen el primer moviment amb els altres haurien sigut incloses més tard.
Pel tercer moviment, Beethoven va produir primer un esbós amb sis variacions, després un amb nou i un de final altre cop amb sis. Les diferències entre variacions semblen menors el l'esbós de nou que en la versió final. Segons Kay Dreyfus això indica un "procés d'exploració i redescobriment del tema".

### Publicació
No s'ha establert amb tota certesa si beethoven va completar la Sonata la tardor de 1820 o al llarg del 1821. En les cartes a l'editor de 1820, el compositor parla de "Fertigstellung" (finalització), però no és clar si Beethoven es referia a conceptes, esbossos o una còpia a net. La primera edició de l'obra fou publicada per Schlesinger a Berlín el Novembre de 1821. Contenia molts error, perquè Beethoven no en va poder fer una revisió a fons, ja que estava malalt. La Sonata està dedicada a Maximiliane Brentano, la filla de Franz i Antonie Brentano (mecenes i amiga de Beethoven) que estudià de petita amb el compositor, i a qui aquest ja havia dedicat el breu Trio amb piano en Si♭ major WoO 39 el 1812.

### Recepció
La data de la primera execució pública de l'obra és desconeguda. Els primers pianistes que van interpretar de forma habitual en públic les últimes sonates de Beethoven foren Franz Liszt, entre 1830 i 1840, i Hans von Bülow.

## Context

### Les últimes sonates
La Sonata, juntament amb l'op.110 i 111 formen una triologia que tanca la contribució de Beethoven al gènere de la Sonata per a piano. En aquestes darreres obres, l'escriptura esdevé marcadament extrema, amb constants canvis abruptes de dinàmiques, un ús constant dels registres més aguts i greus, explotant les possibilitats ofertes pels pianofortes més nous de l'època, i un ús molt abundant de trinats (de vegades molt llargs i combinats de forma virtuosa amb altres veus). Les textures són sovint properes a la música de cambra, com a l'inici de l'opus 110, imitatives del recitatiu, com al tercer moviment de la mateixa obra i als passatges lents del primer moviment de l'op.109, o fugues o passatges contrapuntístics, com al darrer moviment de l'op.110, la part central del 1r moviment de l'op.111 o la 5a variació de l'op.109. Aquest retorn a estils i formes antigues va de la mà de contrastos harmònics sorprenents, que sovint anticipen la música del s.XX.

### Característiques generals
La Sonata op.109, tot i contenir reminiscències del barroc (preludi instrumental, contrapunt ric, estil fugat, recitatius/cadenzas, sarabanda, etc.), manté un caràcter íntim i menys dramàtic del que és habitual en Beethoven, amb un especial liricisme que anticipa la música de la generació romàntica. En aquesta obra, com succeix sovint a les últimes obres de Beethoven, hi ha un interval rector al llarg de tota la peça. En aquest cas es tracta de la tercera (ascendent i descendent), que lliga temàticament entre si els tres moviments.
La tria de la tonalitat de Mi major (i Mi menor al moviment central) no és necessàriament casual. Freqüentment, en Beethoven aquestes dues tonalitats apareixen juntes (per exemple a les Sonates per a piano op.14 núm.1 i op.90, i al segon quartet de corda Razumovsky), en una combinació de la qual s'ha dit que és un euqilibri dels aspectes lluminosos i foscos de la música.

### Forma
Existeixen diverses teories respecte el paper estructural dels dos primers moviments. Hi ha qui afirma que simplement és un primer moviment en forma sonata seguit d'un scherzo (també en forma sonata). Les traves que sorgeixen amb aquesta concepció són l'extrema brevetat del primer subjecte (Vivace) i sobretot el caràcter eminentment improvisat de tot el primer moviment. Una altra anàlisi oposada defensa que es tracta d'un sol moviment (és a dir que el primer moviment és una simple introducció o preludi, i que el veritable Allegro de sonata seria el Prestissimo). Això es pot fonamentar en el fet que no hi ha una barra final entre els dos moviments i que per tant s'han d'interpretar un rere l'altre, sense cap pausa. La forma interna del primer moviment no es basa en el desenvolupament com en la juxtaposició de ràpid/lent, fort/piano i major/menor. Així, el segon moviment pren el paper normalment associat al primer, l'allegro en forma sonata. Tot i que la sonata oficialment és en tres moviments, diversos enregistraments la fan sonar com a dos, enllaçant el primer i el segon i separant clarament abans del tercer. Tot i això, els musicòlegs Jürgen Uhde, Richard Rosenberg, Udo Zilkens i Carl Dahlhaus divideixen l'obra en tres moviments en els seus anàlisis. El darrer moviment, que esdevé el focus de la peça (i que en requereix més de la meitat del temps d'execució), és un tema en variacions, forma inusual en un final de sonata. En contraposició al cicle de sonata clàssic (primer gran moviment, moviment lent, scherzo, finale lleuger i sovint humorístic), l'op.109 deixa entreveure una forma sonata romàntica, de direcció ascendent i punt culminant al final.

## Anàlisi
Els tres moviments que formen l'obra són:
1. Vivace ma non troppo — Adagio espressivo, Mi major
2. Prestissimo, Mi menor
3. Gesangvoll, mit innigster Empfindung. Andante molto cantabile ed espressivo, mi major

Molts musicòlegs han vist en els dos primers moviments motius, temes i models rítmics que s'exploten a fons al tercer moviment. Jürgen Uhde no considera els dos moviments inicials prou autosuficients per augantar per si mateixos. En canvi, de vegades de forma subtil, prefiguren el tema del tercer moviment. Richard Rosenberg, en les seves "reduccions", destaca les similituds de les línies de baix i veus interiors dels tres moviments. Aquesta aproximació, que remet a l'estil d'anàlisi de Heinrich Schenker, és, segons Uhde i d'altres, susceptible de prendre massa llicències interpretatives indicant paral·lelismes entre passatges que amb prou feines estan relacionats.

### Primer moviment

Primers compassos del primer moviment

Els dos elements contrastants del primer moviment tenen una relació de diàleg per oposició. El contrast és buscat en gairebé tots els aspectes: tempo (vivace/adagio), dinàmica (piano/forte) harmonia (progressió descendent i estabilitat tonal/harmonies dissonants, acords disminuïts i modulacions atrevides a Re♯ major o Do major), mètrica (regularitat/irregularitat), caràcter (pastoral/dramàtic), etc. Pel que fa a referències estilístiques, el primer remet al preludi instrumental, amb un material temàtic minimalista, continuïtat rítmica, consonància i fermesa harmònica, mentre que el segon ho fa al recitatiu teatral, amb interrupció, dissonància i tensió, i a la cadenza virtuosa. Charles Rosen i d'altres analitzen el primer moviment com a forma sonata, en el qual les dues primeres seccions són el primer i segon subjecte, el Tempo I (fins al compàs 48) el desenvolupament, del compàs 48 al segon Tempo I la reexposició, i d'aquí al final la coda.

Jürgen Uhde i Richard Rosenberg han indicat la similitud entre el primer tema i el Vivace de la Sonata en Sol major op. 79.

Inici del segon moviment

### Segon moviment
El segon moviment, Prestissimo, és en Mi menor i també en forma sonata, tot i que l'habitual contrast entre primer i segon subjecte és absent aquí a causa de la naturalesa del material temàtic.

### Tercer moviment
El tercer moviment consisteix en un tema i sis variacions, de caràcters i textures contrastants.

#### Tema

Inici del tema

El tema, amb la indicació de mezza voce, està construït en dues parts de vuit compassos cada una. Les negres amb punt al segon temps remeten a la Sarabanda. El "caràcter digne i meditatiu és reforçat per l'èmfasi en la tònica, Mi", a la qual hi arriba la melodia per tercera descendent als compassos 1 i 3, i més tard a través d'intervals més grans com la cinquena descendent al compàs 5 o la sisena menor ascendent al compàs 7.

##### Variació I
La primera variació manté el tempo del tema, i en contrast amb la textura de quartet de corda d'aquest, presenta una escriptura més pianística, amb acompanyament de la mà esquerra i melodia ornamentada a la dreta. S'ha arribat a dir que es tracta d'un "Vals ceremonial".

#### Variació II
Marcada leggiermente, es tracta de tres variacions (tres textures diferents) comprimides en una. La primera, en clara remminiscència del primer moviment, és una desconstrucció del tema en un diàleg a dues parts. La segona és un cànon a dues veus sobre un acompanyament de terceres, i la tercera és una combinació de les dues anteriors.

#### Variació III (allegro vivace)
És la primera variació amb un tempo diferent del tema, i substitueix el compàs de 3/4 per 2/4. És un fragment virtuós de contrapunt a dues veus, a l'estil de les invencions bachianes. El final està enllaçat amb la següent variació.

#### Variació IV
Indicada per Beethoven com una mica més lenta que el tema ("Etwas langsamer, als das thema. Un poco meno andante ciò è un poco più adagio come il tema."), aquesta variació és en compàs 9/8. La primera part presenta entre dos i quatre veus en contrapunt, formant arabesques descendents, mentre que la segona introdueix un acompanyament en acords.

#### Variació V (allegro ma non troppo)

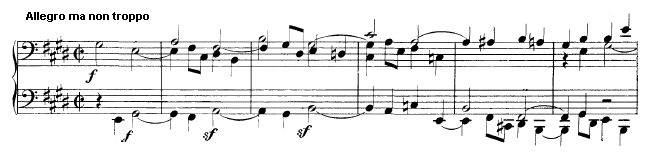
L'estil fugat de la cinquena variació

Segons Udo Zilkens, l'impuls rítmic de la cinquena variació crea la impressió a l'inici, d'un coral fugat. La simil·litud amb el Credo de la Missa Solemnis és prou òbvia.

#### Variació VI (tempo primo del tema)
En contrast sobtat amb la variació anterior, l'última variació comença amb un passatge marcat cantabile, que reintrodueix el tema amb un pedal de Si a la veu superior. Beethoven utilitza tots els paràmetres per intensificar la conclusió de la Sonata; els valors rítmics són cada vegada més petits fins a convertir-se en trinats, alhora que el registre es va ampliant fins als extrems del teclat. Després d'un clímax amb arpegis i trinats, el tema és reintroduït, sense cap més canvi que l'afegit d'una octava a la línia de baix durant dos compassos.